# Hormotoma
Hormotoma is een geslacht van uitgestorven Gastropoda, dat leefde van het Ordovicium tot het Siluur.

## Beschrijving
Deze buikpotige kenmerkt zich door de door diepe inkepingen gescheiden, lange spiraalvormige schaal met ronde windingen. De schaalmonding is gegroefd en de oppervlakte is glad. De schaallengte bedraagt 5 tot 6,25 cm.

## Soorten
- H. aculeata † Billings 1866
- H. acuminata † Parks 1915
- H. agilis † Billings 1865
- H. altesinuata † Koken & Perner 1925
- H. amii † McLearn 1924
- H. anna † Billings 1859
- H. antigonishensis † Peel 1977
- H. antiqua † Peel 1977
- H. arisaigensis † Hall 1860
- H. artemesia † Billings 1865
- H. articulata † Murchison 1839
- H. bilineata † Flower 1968
- H. bistriata † Clarke & Swartz 1913
- H. cassina † Whitfield 1897
- H. centervillensis † Foerste 1923
- H. concinnus †
- H. confusa † Whitfield 1889
- H. cotterensis † Cullison 1944
- H. doquieri † Grabau 1922
- H. dubia † Cullison 1944
- H. dubia † Donald 1899
- H. exilis † d’Eichwald 1860
- H. fascinata † Ulrich & Scofield 1897
- H. funata † Billings 1866
- H. gigantea † Billings 1857
- H. gracilens † Whitfield 1889
- H. gracilis † Hall 1847
- H. gracillima † Salter 1859
- H. grayiana † Donald 1899
- H. hyale † Billings 1865
- H. inceptor † Longstaff 1909
- H. insignis † d’Eichwald 1860
- H. latifasciatum † Etheridge Jr. 1878
- H. lutiensis † Cullison 1944
- H. meryenorfi † Koken 1897
- H. meyendorfi † Koken 1896
- H. minnesotensis † Ulrich & Scofield 1897
- H. moderata † Flower 1968
- H. multivolvis † Billings 1857
- H. neglecta † Ulrich & Scofield 1897
- H. nigra † Longstaff 1924
- H. ordosensis † Yü 1961
- H. ordovix † Donald 1902
- H. patriciaensis † Parks 1915
- H. piperi † Donald 1899
- H. polita † Donald 1902
- H. prava † Whitfield 1886
- H. robusta † Donald 1902
- H. rotundivolvis † Roy 1941
- H. rudis † d’Eichwald 1860
- H. scrobiculata † Koken & Perner 1925
- H. simplex † Wilson 1932
- H. striatula † Longstaff 1924
- H. subangulata † Ulrich & Scofield 1897
- H. subulata † Conrad 1842
- H. tenuifilosa † Donald 1906
- H. teretiformis † Billings 1857
- H. vesta † Billings 1865
- H. wilsoni † Okulitch 1935
- H. winnipegensis † Whiteaves 1897